# Hypolepis tenerrima
Hypolepis tenerrima là một loài dương xỉ trong họ Dennstaedtiaceae. Loài này được Maxon mô tả khoa học đầu tiên.